# Paul Waner
Paul Glee Waner (né le 16 avril 1903 à Harrah, Oklahoma, mort le 29 août 1965 à Sarasota, Floride) était un joueur américain de baseball qui a évolué 20 saisons dans les Ligues majeures de baseball. Il entre en 1952 au Temple de la renommée du baseball.
Pendant sa carrière, il a frappé 3 152 coups sûrs. Il a passé 15 de ces 20 saisons avec les Pirates de Pittsburgh, avec qui il a remis une moyenne au bâton supérieure à ,300 lors de 14 saisons. Il a réussi au moins 200 coups sûrs lors de 8 saisons. 
Il fut élu joueur par excellence de la saison 1927 en Ligue nationale grâce à ses 237 coups sûrs, 131 points produits et 114 points marqués. Pour les Pirates, il jouait dans au champ droit aux côtés de son frère Lloyd Waner au champ centre, qui lui-même a frappé plus de 2 500 coups sûrs. Ils détiennent le record pour le plus grand nombre de coups sûrs par des frères (5 611) : les trois frères Felipe, Matty et Jesús Alou sont en seconde place avec 5 094 coups sûrs.
Le 19 juin 1942, Paul Waner a frappé son 3 000e coup sûr en carrière.

## Classements et honneurs
- 3 152 coups sûrs ;
- 605 doubles ;
- 191 triples ;
- Moyenne au bâton de ,333 ;
- Joueur par excellence de la Ligue nationale en 1927 ;
- Champion de la moyenne au bâton en 1927, 1934 et 1936.

## Statistiques en carrière
| Statistiques de frappeur |            |            |      |      |      |      |     |     |     |      |     |    |      |     |       |       |       |
|                          |            |            | G    | AB   | R    | H    | 2B  | 3B  | HR  | RBI  | SB  | CS | BB   | SO  | BA    | OBP   | SLG   |
| Totaux                   | 20 saisons | 20 saisons | 2549 | 9459 | 1627 | 3152 | 605 | 191 | 113 | 1309 | 104 | 0  | 1091 | 376 | 0,333 | 0,404 | 0,473 |